# Tetaf
Tetaf is een bestuurslaag in het regentschap Timor Tengah Selatan van de provincie Oost-Nusa Tenggara, Indonesië. Tetaf telt 4680 inwoners (volkstelling 2010).